# Haysville (Kansas)
Haysville ist eine Stadt im US-Bundesstaat Kansas im Sedgwick County. Das U.S. Census Bureau hat bei der Volkszählung 2020 eine Einwohnerzahl von 11.262 ermittelt. Haysville ist ein Vorort von Wichita.

## Geschichte
W.W. Hays kam in den frühen 1870er Jahren in diese Gegend. Im Jahr 1891 parzellierte er Land, das ihm gehörte, so dass eine Stadt gebaut werden konnte. Die Haysville State Bank wurde 1919 gegründet. Die Landwirtschaft unterstützte viele der Familien in der Gegend. Im Jahr 1874 wurde eine Schrotmühle am Ufer des Cowskin gebaut, um den in der Gegend geernteten Mais zu verarbeiten. Die erste Schule von Haysville wurde 1876 an einem Ort gebaut, der sich möglicherweise in der Nähe der heutigen Einrichtungen des Water Department befand. Haysville erscheint bereits 1879 auf zeitgenössischen Landkarte.
1887 baute die Chicago, Kansas and Nebraska Railway Company eine Zweigstrecke in Nord-Süd-Richtung von Herington durch Haysville nach Caldwell. Im Jahr 1903 wurde ein Depot eröffnet und Personenzüge pendelten von und nach Wichita.
1991 wurde die Stadt von einem Tornado beschädigt und dabei sechs Menschen getötet.

## Demografie
Nach der Schätzung von 2019 leben in Haysville 11.338 Menschen. Die Bevölkerung teilte sich im selben Jahr auf in 90,3 % Weiße, 0,2 % Afroamerikaner, 0,7 % amerikanische Ureinwohner, 0,4 % Asiaten und 6,7 % mit zwei oder mehr Ethnizitäten. Hispanics oder Latinos aller Ethnien machten 6,4 % der Bevölkerung aus. Das mittlere Haushaltseinkommen lag bei 54.484 US-Dollar und die Armutsquote bei 10,1 %.
| Jahr | Einwohner¹ |
| ---- | ---------- |
| 1960 | 5.836      |
| 1970 | 6.531      |
| 1980 | 8.006      |
| 1990 | 8.364      |
| 2000 | 8.502      |
| 2010 | 10.826     |
| 2020 | 11.262     |

¹ 1960 – 2020: Volkszählungsergebnisse